# Strychnia
Strychnia är ett amerikanskt death/thrash metal-band, grundat 2008 med tre medlemmar (Rory, Ryan och Dave). I augusti 2009 fortsatte bandet med fem medlemmar. Låttexterna handlar om döden, tortyr och avrättningar.

## Medlemmar
Nuvarande medlemmar
- Rory Smith Robinson – gitarr (2008–)
- Kevin O'Laughlin – sång (2009–)
- Tony Barhoum – gitarr (2017–)

Tidigare medlemmar
- Jayson Meerholz – trummor (?–2018)
- Dave Hewson – gitarr (2008–2009, 2012–2013, 2013–?)
- Mike Dreher – basgitarr (2009–?)
- Ryan Donato – trummor (2008–2011)
- Trevor Carron – gitarr (2009–2011)
- Kenny Vindigni – gitarr (2009)
- Frank D'Erasmo – trummor (2012–?)

## Diskografi
Studioalbum
- 2011 – The Anatomy of Execution
- 2018 – Into the Catacombs

EP
- 2013 – Reanimated Monstrosity

Singlar
- 28 mars 2019 – "Born of a Hanged Corpse"

Demor
- 2009 – Demo 2009
- 2010 – Demo 2010